# 羅光
羅 光（ら こう、1911年1月1日 - 2004年2月28日）は、中国 湖南省衡陽市出身のカトリック聖職者。字は焯炤。カトリック台南司教、台北大司教を歴任し、その後輔仁大学学長を務めた。

## 生涯
- 1911年 - 中国湖南省衡陽市南郷陡陂町のカトリックの家庭に生まれる。洗礼名を「スタニスラウス (Staninlaus)」といい、これにちなむ別の字を達義といった。
- 1930年 - ローマに留学。
- 1936年 - ローマで司祭に叙階される。

前後してウルバノ大学 (Pontifical Urbaniana University) で哲学、神学博士を、そしてラテラノ大学 (Pontifical Lateran University) で法学博士の学位を取得し、その後はウルバノ大学で25年もの間中国哲学を教えた。
- 1943年 - 中華民国駐バチカン大使館の宗教顧問を担当（ - 1961年）。
- 1961年 - 新設された台南教区司教に任命され、5月21日に司教叙階を受ける。碧岳神哲学院を創立。
- 1966年 - 台北大司教に就任（ - 1978年）。

台北大司教在任期間には台北司教公署、教友伝教協進会、耕莘看護学校、三峡カトリック共同墓地などを設置。
- 1978年 - 台北大司教（教区長）を退任して名誉司教となり、輔仁大学学長に就任（ - 1992年）。
- 1983年 - 天主教中国主教団主席に就任。
- 2004年 - 2月28日、台北市栄民総医院で病により逝去。

## 著作
- 『台南五年』 徴祥出版社 1966年
- 『陸徴祥伝』 香港商務印書館
- 『徐光啓伝』 香港真理学会
- 『利瑪竇伝』 台中光啓出版社
- 『聖母伝』 香港真理学会
- 『基督伝』 台北北中華文化出版事業委員会
- 『聖庇護第十伝』 香港真理学会
- 『中国與教廷使節史』 台中光啓社
- 『理論哲学』
- 『実践哲学』
- 『儒家形上学』
- 『中国哲学的展望』
- 『中国哲学思想史』九冊
- 『生命哲学』五冊
- 『王船山形上学思想』輔仁大学 1993年
- 『羅光全書』，共四十六冊。
- 『中国哲学大綱』，台湾商務印書館 1999年

## 記念
- 輔仁大学には雕像があり、クラブの建物は彼を記念して「焯炤館」と命名された。